# Ahmed Samir
Ahmed Samir Saleh (tiếng Ả Rập: احمد سمير صالح) là một cầu thủ bóng đá người Jordan thi đấu ở vị trí tiền vệ cho Al-Jazeera và Đội tuyển bóng đá quốc gia Jordan.

## Sự nghiệp quốc tế
Trận đấu đầu tiên của Samir cho đội tuyển quốc gia Jordan là trước Uzbekistan trong giao hữu quốc tế ở Amman ngày 13 tháng 8 năm 2012, và Jordan thua 1-0.

## Bàn thắng quốc tế

### With U-22
| # | Ngày                | Địa điểm         | Đối thủ | Tỉ số | Kết quả | Giải đấu                              |
| - | ------------------- | ---------------- | ------- | ----- | ------- | ------------------------------------- |
| 1 | 27 tháng 5 năm 2012 | Amman            | Liban   | 5-0   | Thắng   | Giao hữu U-22 (2 bàn)                 |
| 2 | 15 tháng 5 năm 2013 | Thành phố Kuwait | Kuwait  | 2-1   | Thắng   | Giao hữu U-22                         |
| 3 | 15 tháng 1 năm 2014 | Muscat           | Myanmar | 6-1   | Thắng   | Giải vô địch bóng đá U-22 châu Á 2014 |

### Với ĐTQG
Tỉ số và kết quả liệt kê bàn thắng của Jordan trước.
| #  | Ngày                 | Địa điểm                                           | Đối thủ           | Tỉ số | Kết quả | Giải đấu                 |
| -- | -------------------- | -------------------------------------------------- | ----------------- | ----- | ------- | ------------------------ |
| 1  | 14 tháng 1 năm 2016  | Sân vận động Aswan, Aswan, Ai Cập                  | Ai Cập            | 1–0   | 1–0     | Giao hữu                 |
| 2  | 24 tháng 3 năm 2016  | Sân vận động Quốc tế Amman, Amman, Jordan          | Bangladesh        | 8–0   | 8–0     | Vòng loại World Cup 2018 |
| 3  | 28 tháng 3 năm 2017  | Sân vận động Quốc vương Abdullah II, Amman, Jordan | Campuchia         | 5–0   | 7–0     | Vòng loại Asian Cup 2019 |
| 4. | 20 tháng 11 năm 2018 | Sân vận động Quốc vương Abdullah II, Amman, Jordan | Ả Rập Xê Út       | 1–1   | 1–1     | Giao hữu                 |
| 5. | 5 tháng 9 năm 2019   | Sân vận động Trung tâm Đài Bắc, Đài Bắc, Đài Loan  | Đài Bắc Trung Hoa | 2–1   | 2–1     | Vòng loại World Cup 2022 |

## Thống kê sự nghiệp quốc tế
Tính đến 14 tháng 6 năm 2022
| Đội tuyển quốc gia Jordan | Đội tuyển quốc gia Jordan | Đội tuyển quốc gia Jordan |
| Năm                       | Số trận                   | Bàn thắng                 |
| ------------------------- | ------------------------- | ------------------------- |
| 2012                      | 6                         | 0                         |
| 2013                      | 7                         | 0                         |
| 2015                      | 8                         | 0                         |
| 2016                      | 7                         | 2                         |
| 2017                      | 9                         | 1                         |
| 2018                      | 6                         | 1                         |
| 2019                      | 22                        | 1                         |
| 2021                      | 2                         | 0                         |
| 2022                      | 4                         | 0                         |
| Tổng                      | 70                        | 5                         |